# Eshetu Tura
Eshetu Tura (amharsko አሸቱ ቱራ), etiopski atlet, * 19. januar 1950, Ketema, regija Benišangul-Gumuz, Etiopija.
Sodeloval je na atletskem delu poletnih olimpijskih igrah leta 1980.